# Тёрнер, Джордж

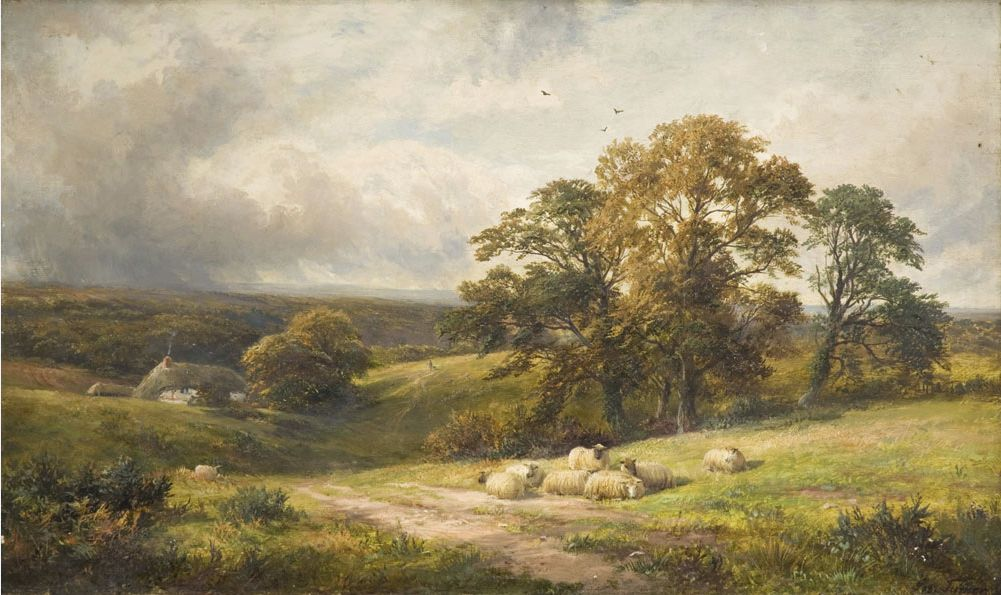
Тихая сцена в Дербишире

Джордж Тёрнер (англ. George Turner, 1841—1910) — британский художник-пейзажист и фермер, прозванный «Дербиширским Джоном Констеблом».
Тёрнер родился в Кромфорде, но позже переехал с семьёй в Дерби. У него рано проявился талант к музыке и рисованию, поощрённый его отцом, портным по профессии, но художником-любителем. Тёрнер много занимался, желая стать профессиональным художником и учителем рисования.
В 1865 году Тёрнер женился на Элизе Лакин (Eliza Lakin, 1837—1900), растил детей на ферме Walnut в Барроу-апон-Трент (Barrow upon Trent). У них было четверо детей: Мэри (В замужестве Чамберлейн (Chamberlain), позже Вур (Woore), 1868—1937), Флоренс Пальмер (Florence Palmer Turner, 1869—1955), Уильям Лакин (William Lakin Turner, 1867—1936, впоследствии тоже ставший художником) и Перси Рид (Percy Reed Turner, 1871—1936). После смерти Элизы Тёрнер переехал в Кирк Айртон (Kirk Ireton), где женился на известной актрисе Кейт Стивенс Смит (Kate Stevens Smith, 1871—1964) и зажил с ней в Идридгехей (Idridgehay), где и умер в 1910 году.
Тёрнер работал маслом и рисовал буколические сценки, преимущественно Дербишира, оставив значимое наследие видов Англии до того, как в неё пришла механизация, автомашины и урбанизация. Его работы выставлялись в Ноттингеме и Бирмингеме. Тёрнер служил в Художественном комитете Музея и художественной галереи Дерби, и в коллекцию этой галереи включены и его работы, и работы его сына.